# Società Polisportiva Ars et Labor 1946-1947
Questa voce raccoglie le informazioni riguardanti  la Società Polisportiva Ars et Labor nelle competizioni ufficiali della stagione 1946-1947.

## Stagione
Dopo la transitoria stagione 1945-1946, i campionati ritrovano la loro regolarità. Le cinquantanove formazioni di Serie B sono suddivise in tre gironi, la SPAL viene inserita nel girone B a ventun squadre, un torneo lungo 42 giornate. Ha inizio la presidenza di Paolo Mazza che durerà trenta anni, meritandosi il titolo di "presidentissimo".
Il primo vero affare di Mazza è la cessione di Mario Astorri alla Juventus: a fronte di una spesa di venticinque mila lire, incasserà dal club torinese la bellezza di due milioni. Questa sua prima SPAL "postbellica" affidata alle cure del tecnico Guido Testolina è un rullo compressore tra le mura amiche, dove poco o niente concede agli avversari, mentre balbetta in trasferta dove raccoglie solo nove pareggi e undici sconfitte. I biancazzurri terminano la stagione 1946-1947 in sesta posizione con 43 punti.

## Rosa
| N. |                   | Ruolo | Calciatore           |
| -- | ----------------- | ----- | -------------------- |
|    | Italia (bandiera) | C     | Giovanni Ballico     |
|    | Italia (bandiera) | A     | Enzo Bellini         |
|    | Italia (bandiera) | A     | Savino Bellini       |
|    | Italia (bandiera) | A     | Aldo Biagiotti       |
|    | Italia (bandiera) | P     | Marco Brandolin      |
|    | Italia (bandiera) | A     | Domenico Cremonesi   |
|    | Italia (bandiera) | A     | Silvano Dalle Vacche |
|    | Italia (bandiera) | A     | Riccardo Della Puppa |
|    | Italia (bandiera) | A     | Alfredo Diotalevi    |
|    | Italia (bandiera) | C     | Giovanni Emiliani    |
|    | Italia (bandiera) | D     | O. Gardini           |

| N. |                   | Ruolo | Calciatore         |
| -- | ----------------- | ----- | ------------------ |
|    | Italia (bandiera) | D     | Cosimo La Penna    |
|    | Italia (bandiera) | C     | Dino Lorenzini     |
|    | Italia (bandiera) | C     | Ilio Mariotti      |
|    | Italia (bandiera) | C     | Serafino Montanari |
|    | Italia (bandiera) | A     | Virgilio Nicoli    |
|    | Italia (bandiera) | A     | Bruno Panama       |
|    | Italia (bandiera) | D     | Plinio Patuelli    |
|    | Italia (bandiera) | C     | Emilio Rancilio    |
|    | Italia (bandiera) | A     | Oreste Spanghero   |
|    | Italia (bandiera) | A     | Aurelio Zennaro    |
|    | Italia (bandiera) | D     | Bruno Zorzi        |

## Risultati

### Serie B (girone B)

#### Girone di andata[1]
| Arbitro: | Cambi (Livorno) |

|            |           |  |
| Lucchi 21’ | Marcatori |  |

| Arbitro: | Buratti (Milano) |

|                                               |           |  |
| Emiliani 14’, 89’ Biagiotti 19’ Cremonesi 48’ | Marcatori |  |

| Arbitro: | Mestroni (Udine) |

|           |           |  |
| Conti 28’ | Marcatori |  |

| Arbitro: | Meniconi (Macerata) |

|                  |           |  |
| Zorzi 75’ (rig.) | Marcatori |  |

| Arbitro: | Cazzamalli (Crema) |

|                               |           |  |
| Patuelli 35’ (aut.) Capri 74’ | Marcatori |  |

| Arbitro: | Massironi (Milano) |

|                  |           |                            |
| Dalle Vacche 63’ | Marcatori | 28’ Boniforti 32’ Lombardi |

| Arbitro: | Marini (Monfalcone) |

|              |           |               |
| Bertolin 30’ | Marcatori | 89’ Biagiotti |

| Arbitro: | Picasso (Milano) |

|                                                                 |           |  |
| Dalle Vacche 3’ Biagiotti 13’ Rancilio 16’, 75’ Panama 42’, 55’ | Marcatori |  |

| Arbitro: | Donati (Milano) |

|                                  |           |               |
| Michelini 38’ (rig.) Miniati 52’ | Marcatori | 34’ Diotalevi |

| Ferrara 1º dicembre 1946 11ª giornata | SPAL           | 0 – 0 | Mantova | Campo Sportivo Comunale\| Arbitro: \| Pera (Firenze) \| |
| Arbitro:                              | Pera (Firenze) |       |         |                                                         |

| Arbitro: | Codeluppi (Lodi) |

|                                 |           |                                           |
| Gramellini 9’ Rambaldi 19’, 80’ | Marcatori | 15’ Emiliani 45’ Bellini II 55’ Bellini I |

| Ferrara 15 dicembre 1946 13ª giornata | SPAL            | 0 – 0 | Verona | Campo Sportivo Comunale\| Arbitro: \| Arietti (Siena) \| |
| Arbitro:                              | Arietti (Siena) |       |        |                                                          |

| Parma 22 dicembre 1946 14ª giornata | Parma            | 0 – 0 | SPAL | Stadio Ennio Tardini\| Arbitro: \| Pizzato (Mestre) \| |
| Arbitro:                            | Pizzato (Mestre) |       |      |                                                        |

| Arbitro: | Cambi (Livorno) |

|           |           |                    |
| Genti 61’ | Marcatori | 70’ (aut.) Magotti |

| Arbitro: | Matucci (Seregno) |

|                                         |           |  |
| Cremonesi 11’ Rancilio 58’ Emiliani 65’ | Marcatori |  |

| Arbitro: | Porcellana (Genova) |

|              |           |  |
| Perugini 20’ | Marcatori |  |

| Arbitro: | Zavattaro (Casale Monferrato) |

|                                                          |           |               |
| Della Puppa 60’ Biagiotti 70’ Rancilio 83’ Cremonesi 86’ | Marcatori | 10’ Auletta I |

| Arbitro: | Canavesio (Torino) |

|            |           |              |
| Grilli 29’ | Marcatori | 40’ Emiliani |

| Ferrara 26 gennaio 1947 20ª giornata | SPAL              | 0 – 0 | Udinese | Campo Sportivo Comunale\| Arbitro: \| Caprioli (Varese) \| |
| Arbitro:                             | Caprioli (Varese) |       |         |                                                            |

| Arbitro: | Cicardi (Lecco) |

|             |           |               |
| Lorenzi 53’ | Marcatori | 30’ Cremonesi |

#### Girone di ritorno[3]
| Arbitro: | Magnoni (Milano) |

|                 |           |  |
| Zorzi 5’ (rig.) | Marcatori |  |

| Arbitro: | Malingher (Roma) |

|                    |           |  |
| Monaldi 52’ (rig.) | Marcatori |  |

| Arbitro: | Galeati (Bologna) |

|              |           |               |
| Cremonesi 8’ | Marcatori | 47’ Formentin |

| Pisa 16 marzo 1947 26ª giornata | Pisa             | 0 – 0 | SPAL | Stadio Arena Garibaldi\| Arbitro: \| Casini (Cosenza) \| |
| Arbitro:                        | Casini (Cosenza) |       |      |                                                          |

| Arbitro: | Stampacchia (Napoli) |

|               |           |  |
| Cremonesi 85’ | Marcatori |  |

| Arbitro: | Codeluppi (Lodi) |

|                          |           |               |
| Colombi 11’ Cattaneo 13’ | Marcatori | 66’ Cremonesi |

| Arbitro: | Garassino (Varese) |

|               |           |  |
| Diotalevi 67’ | Marcatori |  |

| Arbitro: | Balestrino (Oneglia) |

|              |           |               |
| Grisanti 84’ | Marcatori | 87’ Biagiotti |

| Arbitro: | Bertolio (Torino) |

|                                           |           |  |
| Cremonesi 31’ Biagiotti 68’ Diotalevi 75’ | Marcatori |  |

| Arbitro: | Savio (Torino) |

|                          |           |               |
| Porcelli 50’, 79’ (rig.) | Marcatori | 75’ Diotalevi |

| Arbitro: | Altomare (Taranto) |

|                    |           |          |
| Cremonesi 31’, 72’ | Marcatori | 34’ Moro |

| Arbitro: | Barbieri (Milano) |

|          |           |  |
| Sega 74’ | Marcatori |  |

| Arbitro: | De Paola (Bari) |

|               |           |  |
| Biagiotti 75’ | Marcatori |  |

| Arbitro: | Moradei (Trieste) |

|                         |           |  |
| Cremonesi 4’ Zennaro 6’ | Marcatori |  |

| Arbitro: | Crivelli (Viareggio) |

|                                           |           |               |
| Mantovani 4’, 43’ Peruzzo 23’ Ganassi 40’ | Marcatori | 52’ Montanari |

| Arbitro: | Guarda (Mestre) |

|                             |           |  |
| Montanari 59’ Cremonesi 88’ | Marcatori |  |

| Arbitro: | Cazzamalli (Crema) |

|                      |           |              |
| Montanari 80’ (aut.) | Marcatori | 5’ Diotalevi |

| Arbitro: | Zago (Belluno) |

|                                        |           |  |
| Bellini I 47’ Cremonesi 54’ Nicoli 57’ | Marcatori |  |

| Arbitro: | Pinardi (Milano) |

|                  |           |            |
| Boscolo 43’, 71’ | Marcatori | 37’ Nicoli |

| Arbitro: | Bernardi (Savona) |

|                                        |           |  |
| Montanari 10’ Nicoli 61’ Biagiotti 77’ | Marcatori |  |